# Aneuretus simoni
Aneuretus simoni  (лат.) — вид примитивных муравьёв из реликтового подсемейства Aneuretinae. Является эндемиком Шри-Ланки.

## Описание

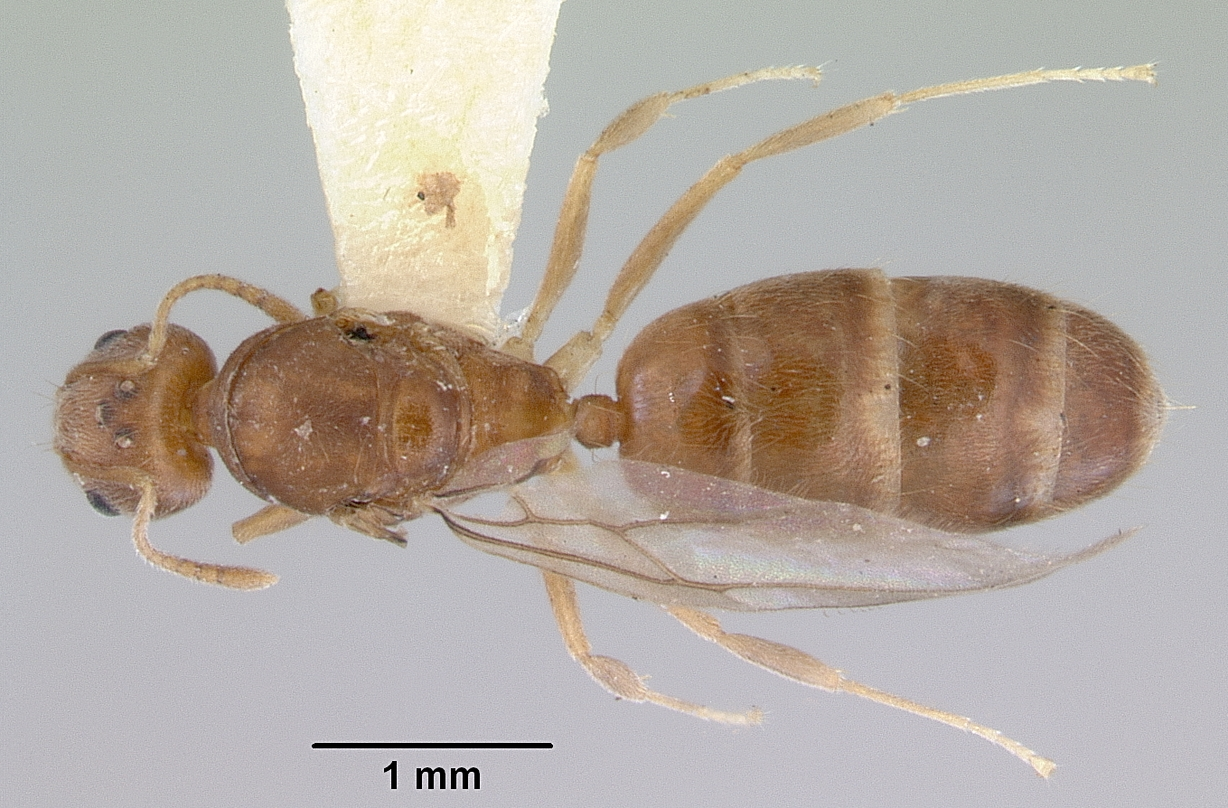
Самка Aneuretus simoni

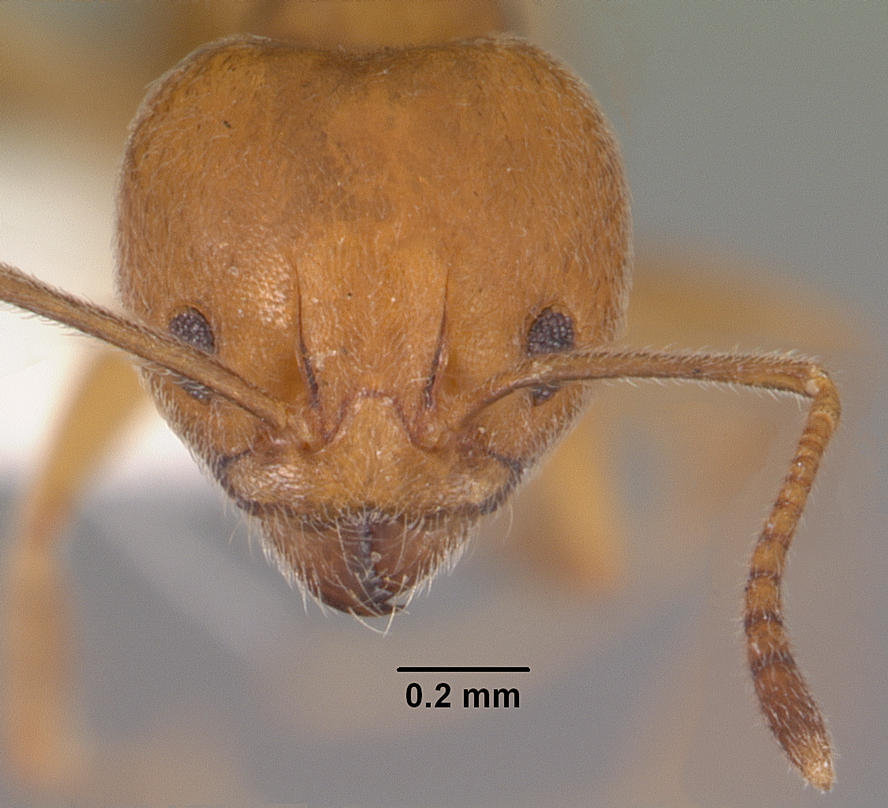
Голова рабочего муравья Aneuretus simoni

Размеры рабочих составляют около 2—4 мм. Окраска рабочих желтовато-оранжевая, самки — коричневые. На проподеуме есть два шипика. У рабочих проявляется диморфизм: между крупными рабочими («majors») и мелкими («minors») отсутствуют промежуточные формы. У мелких рабочих небольшие сложные глаза, состоящие всего из 30 омматидиев. Усики 12-члениковые. Ротовые органы сходны с таковыми у муравьёв близкого подсемейства долиходерин (Dolichoderinae). Имеют развитое жало сходное по структуре с жалом долиходерин. Куколки в коконах. Хищники, фуражируют на земле в подстилке. Семьи малочисленные (100—200 особей). Социальная организация колонии сходна с таковой у долиходерин.

## Распространение
Встречается только в нескольких центральных областях Шри-Ланки, являясь таким образом эндемиком острова.

## Красная книга
Эти муравьи включены в «Красный список угрожаемых видов» (англ. IUCN Red List of Threatened Animals) международной Красной книги Всемирного союза охраны природы (The World Conservation Union, IUCN) в статусе Critically Endangered CE (таксоны под угрозой вымирания, в критической опасности).
В последние годы стал очень редким и в тех местах, где раньше его находили теперь он отсутствует. Поэтому и было предложено его охранять (Эдвард Уилсон). Исследование 1985 года обнаружило только одно место, где этот вид ещё обитает — Gilimale.

## Систематика
Этот реликтовый вид является единственным современным представителем рода Aneuretus Emery, 1893 и подсемейства Aneuretinae Emery, 1913. Ранее их относили к подсемейству Dolichoderinae в качестве его трибы Aneuretini Emery, 1912. Кроме одного современного вида в подсемействе известно несколько ископаемых родов (†Aneuretellus — †Burmomyrma — †Mianeuretus — †Paraneuretus — †Protaneuretus).